# 梅溪乡 (岳阳市)
梅溪乡，位于湖南省岳阳市岳阳楼区，前身为梅溪公社，1984年改置为乡。因发源于罗霄山脉的梅溪而得名。乡人民政府驻岳阳楼区冷水铺。

## 沿革
- 1950年，为岳阳县滨湖乡
- 1961年，为岳阳县五里公社
- 1981年，为岳阳县梅溪公社
- 1983年，为岳阳市郊区梅溪乡
- 1995年，为岳阳市岳阳楼区梅溪乡

## 行政区划
梅溪乡辖5个社区和5个行政村。
- 长动社区、红日社区、芭蕉湖社区、小湖湾社区、冷水铺社区
- 冷水铺村、花果畈村、滨湖村、胥家桥村、延寿寺村